# King's Cup (football)
Pour les articles homonymes, voir King's Cup.
La King's Cup est une compétition internationale de football organisée en Thaïlande par la Fédération de Thaïlande de football (FAT). Le tournoi se déroule tous les ans depuis 1968 à l'exception de 1983, 1985, 2008, 2011 et 2014. La compétition fait référence au roi de Thaïlande.
Depuis quelques années, la compétition accueille des pays venus des quatre coins du monde, comme l'équipe du Brésil des moins de 20 ans, la Roumanie ou l'Irak.

## Éditions
| Année     | Finale                                                             | Finale                                                             | Finale                                                             | Match 3e place                                                | Match 3e place                                                | Match 3e place                                                |
| Année     | Vainqueur                                                          | Score                                                              | Finaliste                                                          | 3e place                                                      | Score                                                         | 4e place                                                      |
| --------- | ------------------------------------------------------------------ | ------------------------------------------------------------------ | ------------------------------------------------------------------ | ------------------------------------------------------------- | ------------------------------------------------------------- | ------------------------------------------------------------- |
| 1968      | Indonésie                                                          | 1–0                                                                | Birmanie                                                           | Thaïlande                                                     | 6–0                                                           | Malaisie                                                      |
| 1969      | Corée du Sud                                                       | 1–0                                                                | Indonésie                                                          | Vietnam du Sud                                                | 7–0                                                           | Laos                                                          |
| 1970      | Corée du Sud                                                       | 1–0                                                                | Thaïlande                                                          | Malaisie                                                      | 3–1                                                           | Indonésie                                                     |
| 1971      | Corée du Sud                                                       | 1–0                                                                | Thaïlande                                                          | Vietnam du Sud                                                | 9–1                                                           | Indonésie                                                     |
| 1972      | Malaisie                                                           | 1–0                                                                | Thaïlande                                                          | Corée du Sud et Singapour, 3e place partagée (match nul 0–0)  | Corée du Sud et Singapour, 3e place partagée (match nul 0–0)  | Corée du Sud et Singapour, 3e place partagée (match nul 0–0)  |
| 1973      | Corée du Sud                                                       | 2–1                                                                | Malaisie                                                           | Thaïlande                                                     | 1–0                                                           | Birmanie                                                      |
| 1974      | Corée du Sud                                                       | 3–1 (a.p)                                                          | Thaïlande                                                          | Malaisie                                                      | 3–0                                                           | Cambodge                                                      |
| 1975      | Corée du Sud                                                       | 1–0                                                                | Birmanie                                                           | Thaïlande                                                     | Pas de match                                                  | Malaisie                                                      |
| 1976      | Thaïlande et Malaisie, trophée partagé (match nul 1–1)             | Thaïlande et Malaisie, trophée partagé (match nul 1–1)             | Thaïlande et Malaisie, trophée partagé (match nul 1–1)             | Corée du Sud                                                  | 3–1                                                           | Thaïlande B                                                   |
| 1977      | République de Corée B et Malaisie, trophée partagé (match nul 0–0) | République de Corée B et Malaisie, trophée partagé (match nul 0–0) | République de Corée B et Malaisie, trophée partagé (match nul 0–0) | Inde                                                          | Pas de match                                                  | Thaïlande                                                     |
| 1978      | Malaisie                                                           | 3–2                                                                | Singapour                                                          | République de Corée B                                         | 2–1                                                           | Thaïlande                                                     |
| 1979      | Thaïlande                                                          | 1–0                                                                | République de Corée B                                              | Thaïlande B et Singapour, 3e place partagée (match nul)       | Thaïlande B et Singapour, 3e place partagée (match nul)       | Thaïlande B et Singapour, 3e place partagée (match nul)       |
| 1980      | Thaïlande et Corée du Sud, trophée partagé (match nul 0–0)         | Thaïlande et Corée du Sud, trophée partagé (match nul 0–0)         | Thaïlande et Corée du Sud, trophée partagé (match nul 0–0)         | Chine et Thaïlande B, 3e place partagée (match nul 2–2)       | Chine et Thaïlande B, 3e place partagée (match nul 2–2)       | Chine et Thaïlande B, 3e place partagée (match nul 2–2)       |
| 1981      | Thaïlande                                                          | 2–1 (a.p)                                                          | Corée du Nord Militaire                                            | Polonia Varsovie                                              | 2–0                                                           | August 1st                                                    |
| 1982      | Thaïlande                                                          | 0–0 / 4–3 (t.a.b)                                                  | Corée du Sud                                                       | Thaïlande B                                                   | 2–2 / 3–2 (t.a.b)                                             | Singapour                                                     |
| 1983      | Pas de compétition                                                 | Pas de compétition                                                 | Pas de compétition                                                 | Pas de compétition                                            | Pas de compétition                                            | Pas de compétition                                            |
| 1984      | Thaïlande                                                          | 3–0                                                                | Indonésie                                                          | Western Australia                                             | 1–0                                                           | Liverpool Amateurs                                            |
| 1985      | Pas de compétition                                                 | Pas de compétition                                                 | Pas de compétition                                                 | Pas de compétition                                            | Pas de compétition                                            | Pas de compétition                                            |
| 1986      | Corée du Nord                                                      | 2–1                                                                | AGF Århus                                                          | Thaïlande                                                     | 1–0                                                           | August 1st                                                    |
| 1987      | Corée du Nord                                                      | 1–0                                                                | Corée du Sud                                                       | Thaïlande                                                     | 3–2                                                           | Indonésie                                                     |
| 1988      | Danemark Olympique                                                 | 1–0                                                                | FC Swarovski Tirol                                                 | Thaïlande                                                     | 4–2                                                           | Union soviétique                                              |
| 1989      | Thaïlande                                                          | 3–1                                                                | Rotor Volgograd                                                    | Corée du Sud                                                  | 2–1                                                           | Chine                                                         |
| 1990      | Thaïlande                                                          | 2–1 (a.p)                                                          | Rotor Volgograd                                                    | Corée du Sud                                                  | 1–1 / 5–4 (t.a.b)                                             | Shanghai Shenhua                                              |
| 1991      | Chine Olympique                                                    | 3–1                                                                | Rotor Volgograd                                                    | Thaïlande                                                     | 0–0 / 5–4 (t.a.b)                                             | Thaïlande Olympique                                           |
| 1992      | Thaïlande                                                          | 2–0                                                                | BFC Dynamo Berlin                                                  | Thaïlande B                                                   | 1–0                                                           | Tianjin TEDA                                                  |
| 1993      | Chine                                                              | 4–0                                                                | Thaïlande                                                          | République de Corée B                                         | 0–0 / 6–5 (t.a.b)                                             | Thaïlande olympique                                           |
| 1994      | Thaïlande B                                                        | 4–0                                                                | Westfalia Amateurs                                                 | Rotor Volgograd                                               | 5–3 (t.a.b)                                                   | Thaïlande                                                     |
| 1995      | Rotor Volgograd                                                    | 3–0                                                                | Japon                                                              | Thaïlande                                                     | Pas de match                                                  | Thaïlande B                                                   |
| 1996      | Roumanie                                                           | 2–1                                                                | Danemark                                                           | Thaïlande                                                     | 5–2                                                           | Finlande                                                      |
| 1997      | Suède                                                              | 2–0                                                                | Thaïlande                                                          | Japon                                                         | 3–1                                                           | Roumanie                                                      |
| 1998      | Corée du Sud                                                       | 1–1 / 6–5 (t.a.b)                                                  | Égypte                                                             | Danemark B                                                    | 3–0                                                           | Thaïlande                                                     |
| 1999      | Brésil - 20 ans                                                    | 7–1                                                                | Corée du Nord                                                      | Thaïlande                                                     | 3–1                                                           | Hongrie League XI                                             |
| 2000      | Thaïlande                                                          | 5–1                                                                | Finlande                                                           | Brésil - 20 ans                                               | 1–0                                                           | Estonie                                                       |
| 2001      | Suède                                                              | 3–0                                                                | Chine                                                              | Thaïlande                                                     | 2–0                                                           | Qatar                                                         |
| 2002      | Corée du Nord                                                      | 0–0 / 4–3 (t.a.b)                                                  | Thaïlande                                                          | Qatar                                                         | 2–0                                                           | Singapour                                                     |
| 2003      | Suède                                                              | 4–0                                                                | Corée du Nord                                                      | Thaïlande                                                     | 3–1                                                           | Qatar                                                         |
| 2004      | Slovaquie                                                          | 1–1 / 5–4 (t.a.b)                                                  | Thaïlande                                                          | Hongrie                                                       | 5–0                                                           | Estonie                                                       |
| 2005      | Lettonie                                                           | 2–1                                                                | Corée du Nord                                                      | Thaïlande                                                     | Pas de match                                                  | Oman                                                          |
| 2006      | Thaïlande                                                          | 3–1                                                                | Viêt Nam                                                           | Kazakhstan                                                    | Pas de match                                                  | Singapour                                                     |
| 2007      | Thaïlande                                                          | 1–0                                                                | Irak B (Arbil SC)                                                  | Corée du Nord                                                 | Pas de match                                                  | Ouzbékistan                                                   |
| 2008      | Pas de compétition                                                 | Pas de compétition                                                 | Pas de compétition                                                 | Pas de compétition                                            | Pas de compétition                                            | Pas de compétition                                            |
| 2009      | Danemark League XI                                                 | 2–2 / 5–3 (t.a.b)                                                  | Thaïlande                                                          | Liban                                                         | 1–0                                                           | Corée du Nord                                                 |
| 2010      | Danemark League XI                                                 | format championnat                                                 | Pologne                                                            | Thaïlande                                                     | format championnat                                            | Singapour                                                     |
| 2011      | Pas de compétition                                                 | Pas de compétition                                                 | Pas de compétition                                                 | Pas de compétition                                            | Pas de compétition                                            | Pas de compétition                                            |
| 2012      | Corée du Sud - 23 ans                                              | format championnat                                                 | Danemark League XI                                                 | Norvège                                                       | format championnat                                            | Thaïlande                                                     |
| 2013      | Suède League XI                                                    | 3–0                                                                | Finlande League XI                                                 | Thaïlande et Corée du Nord, 3e place partagée (match nul 2–2) | Thaïlande et Corée du Nord, 3e place partagée (match nul 2–2) | Thaïlande et Corée du Nord, 3e place partagée (match nul 2–2) |
| 2014      | Pas de compétition                                                 | Pas de compétition                                                 | Pas de compétition                                                 | Pas de compétition                                            | Pas de compétition                                            | Pas de compétition                                            |
| 2015      | Corée du Sud - 23 ans                                              | forme championnat                                                  | Thaïlande                                                          | Ouzbékistan - 23 ans                                          | forme championnat                                             | Honduras - 20 ans                                             |
| 2016      | Thaïlande                                                          | 2–0                                                                | Jordanie B                                                         | Syrie B                                                       | 1–0                                                           | Émirats arabes unis B                                         |
| 2017      | Thaïlande                                                          | 0–0 / 5–4 (t.a.b)                                                  | Biélorussie                                                        | Burkina Faso                                                  | 3–3 / 4–3 (t.a.b)                                             | Corée du Nord                                                 |
| 2018      | Slovaquie                                                          | 3–2                                                                | Thaïlande                                                          | Gabon                                                         | 1–0                                                           | Émirats arabes unis                                           |
| 2019      | Curaçao                                                            | 1–1 / 5–4 (t.a.b)                                                  | Viêt Nam                                                           | Inde                                                          | 1–0                                                           | Thaïlande                                                     |
| 2020–2021 | Pas de compétition                                                 | Pas de compétition                                                 | Pas de compétition                                                 | Pas de compétition                                            | Pas de compétition                                            | Pas de compétition                                            |
| 2022      | Tadjikistan                                                        | 0–0 / 3–0 (t.a.b)                                                  | Malaisie                                                           | Thaïlande                                                     | 2–1                                                           | Trinité-et-Tobago                                             |
| 2023      | Irak                                                               | 2–2 / 5–4 (t.a.b)                                                  | Thaïlande                                                          | Liban                                                         | 1–0                                                           | Inde                                                          |
| 2024      | Thaïlande                                                          | 2–1                                                                | Syrie                                                              | Philippines                                                   | 3–0                                                           | Tadjikistan                                                   |

## Palmarès
| Pos. | Pays         | Victoires             |
| ---- | ------------ | --------------------- |
| 1.   | Thaïlande    | 16 (dont 2 partagées) |
| 2.   | Corée du Sud | 9 (dont 2 partagées)  |
| 3.   | Malaisie     | 4 (dont 2 partagées)  |